# Nokia Lumia 610
De Nokia Lumia 610 is een smartphone van het Finse bedrijf Nokia. Het is Nokia's vierde toestel met Windows Phone 7.5, en kreeg in 2013 een update naar Windows Phone 7.8. Het is de eerste telefoon uit de Lumia serie die ondersteuning had voor NFC. De Lumia 610 is een goedkopere variant van de Lumia 710.
De Lumia 610 was beschikbaar in vier verschillende kleuren.

## Problemen

### Skypen niet mogelijk
Er zijn door de lage hoeveelheid RAM en opslag veel problemen met de Lumia 610. Zo is het moeilijk voor het toestel om te multitasken als er veel apps in de achtergrond draaien. Doordat de Lumia 505 maar 256 MB aan RAM heeft en achtergrond apps niet meer dan 90 MB RAM kunnen gebruiken werken apps zoals Skype, Angry Birds en Pro Evolution Soccer niet. Lang waren er wel geruchten over de mogelijkheid om gebruik te maken van Skype. Aanvankelijk beweerde Nokia dat het programma gewoon te gebruiken zou zijn op de uitgeklede versie van Windows Phone 7, zij het met tegenvallende prestaties. Later kwam het bedrijf daarop terug. Daarmee kwam de eerste grote beperking van Windows Phone 7 met maar 256 MB RAM aan het licht.

### Geen upgrade naar Windows Phone 8
Het is niet mogelijk te upgraden naar Windows Phone 8, doordat Windows Phone 7 is gebaseerd op de Windows CE kernel terwijl Windows Phone 8 gebruik maakt van de Windows NT kernel. Door de grote verschillen zijn ook de apps die ontwikkeld zijn voor Windows Phone 8 niet compatibel met Windows Phone 7 en ook andersom. Om de gebruikers van Windows Phone 7.0 en 7.5 te compenseren bracht Microsoft Windows Phone 7.8 uit, dat een groot deel van de nieuwe functies van Windows Phone 8 naar Windows Phone 7 bracht.

## Root access
Vanaf 2011 tot en met 2013 werd er door ethisch hacker Rene Lergner, beter bekend onder alias Heathcliff74, een hack ontwikkeld waardoor Windows Phone 7 apparaten konden worden geroot. Via een applicatie genaamd WP7 Root Tools kon de bootloader worden ontgrendeld en werd het dus mogelijk om niet-geautoriseerde code uit te voeren. De ontdekkingen werden goed ontvangen door anderen, zo konden er aanpassingen gemaakt worden die ervoor zorgden dat Windows Phone 7 langer bruikbaar bleef. Zo zijn er een aantal functies die niet naar Windows Phone 7 kwamen toch mogelijk geworden.

## Specificaties
| Modellen                 | Modellen                      | Lumia 610                        |
| Introductie              | Introductie                   | 27 februari 2012                 |
| Originele OS versie      | Originele OS versie           | Windows Phone 7.5                |
| Hoogste OS versie        | Hoogste OS versie             | Windows Phone 7.8                |
| Productie codenaam       | Productie codenaam            | RM-835/836/849                   |
| Specificaties            | Specificaties                 | Lumia 610                        |
| Afmetingen               | hoogte                        | 119,24 mm                        |
| Afmetingen               | breedte                       | 62,18 mm                         |
| Afmetingen               | dikte                         | 11,95 mm                         |
| Gewicht (g)              | Gewicht (g)                   | 131,5 g                          |
| Volume (cm3)             | Volume (cm3)                  | 77,6 cm3                         |
| Kleuren achterkant       |                               |                                  |
| Kleuren voorkant         |                               |                                  |
| Verwijderbare achterkant | Verwijderbare achterkant      | Ja                               |
| Scherm                   | Scherm                        | Lumia 610                        |
| Diagonaal (inch)         | Diagonaal (inch)              | 3.7" (9,40 cm)                   |
| Resolutie (pixels)       | Resolutie (pixels)            | 480×800                          |
| Pixel dichtheid (ppi)    | Pixel dichtheid (ppi)         | 252                              |
| Schermafmetingen         | hoogte                        | 91,0 mm                          |
| Schermafmetingen         | breedte                       | 53,0 mm                          |
| Screen-to-body-ratio     | Screen-to-body-ratio          | 65,05%                           |
| Kleurweergave            | Kleurdiepte                   | HighColor 16-bit (65536 kleuren) |
| Kleurweergave            | DCI-P3-kleurruimte            | Nee                              |
| ClearBlack polarizer     | ClearBlack polarizer          | Nee                              |
| Glance scherm            | Glance scherm                 | Gorilla Glass 1                  |
| Gorilla Glass            | Gorilla Glass                 | Nee                              |
| On-screen taakbalk       | On-screen taakbalk            | Nee                              |
| Super Sensitive Touch    | Super Sensitive Touch         | Nee                              |
| Technologie              | Technologie                   | LCD                              |
| Verversingssnelheid      | Verversingssnelheid           | 60 Hz                            |
| Geheugen/Processor       | Geheugen/Processor            | Lumia 610                        |
| RAM                      | RAM                           | 256 MB                           |
| Opslag                   | Opslag                        | 8 GB                             |
| Uitbreidbaar             | Uitbreidbaar                  | Nee                              |
| Processor                | System-on-a-chip              | Qualcomm Snapdragon S1 MSM7227A  |
| Processor                | Bit                           | 32 bit                           |
| Processor                | Cores                         | Single core                      |
| Processor                | Productie-procedé             | 45 nm                            |
| Processor                | ARM-instructieset             | v7                               |
| Processor                | Kloksnelheid per core (GHz)   | 0,8                              |
| GPU                      | GPU                           | Adreno 200                       |
| Connectiviteit           | Connectiviteit                | Lumia 610                        |
| Netwerken                | GSM                           | 850/900/1800/1900                |
| Netwerken                | UMTS                          | Band 1/2/5/8                     |
| Netwerken                | LTE Advanced                  | Geen 4G                          |
| Bluetooth                | Bluetooth                     | 2.1                              |
| Wifi                     | Wifi                          | b/g/n                            |
| NFC                      | NFC                           | Ja                               |
| Gps                      | Gps                           | Ja                               |
| GLONASS                  | GLONASS                       | Nee                              |
| Sim                      | Aantal Sims                   | 1                                |
| Sim                      | Grootte                       | Micro-Sim                        |
| Connectoren              | Audio                         | 3,5mm audio jack                 |
| Connectoren              | Opladen/Gegevensoverdracht    | USB Micro-B 2.0                  |
| Connectoren              | Video                         | Nee                              |
| FM Radio                 | FM Radio                      | Ja                               |
| Miracast                 | Miracast                      | Nee                              |
| Digitale TV              | Digitale TV                   | Nee                              |
| Continuum                | Continuum                     | Nee                              |
| Batterij                 | Batterij                      | Lumia 610                        |
| Capaciteit (mAh)         | Capaciteit (mAh)              | 1300                             |
| Model                    | Model                         | BP-3L 3,7V                       |
| Verwijderbaar            | Verwijderbaar                 | Ja                               |
| Qi draadloos opladen     | Qi draadloos opladen          | Nee                              |
| Batterijvermogen (uur)   | Standby                       | 785                              |
| Batterijvermogen (uur)   | Muziek playback               | 35                               |
| Batterijvermogen (uur)   | Video playback                | 7                                |
| Batterijvermogen (uur)   | Video opname                  | n/a                              |
| Batterijvermogen (uur)   | Wifi netwerk browsen          | n/a                              |
| Batterijvermogen (uur)   | 3G netwerk browsen            | n/a                              |
| Batterijvermogen (uur)   | Beltijd (2G)                  | 12,5                             |
| Batterijvermogen (uur)   | Beltijd (3G)                  | 10                               |
| Batterijvermogen (uur)   | Beltijd (4G)                  | Geen 4G                          |
| Technologie              | Technologie                   | Lithium-Polymer                  |
| Camera                   | Camera                        | Lumia 610                        |
| Camera aan de voorzijde  | Apertuur                      | Geen Camera                      |
| Camera aan de voorzijde  | Megapixel                     | Geen Camera                      |
| Camera aan de voorzijde  | Videoresolutie                | Geen Camera                      |
| Hoofdcamera              | Autofocus                     | Ja                               |
| Hoofdcamera              | Apertuur                      | ƒ/2,4                            |
| Hoofdcamera              | 35mm equivalent (mm)          | 28 mm                            |
| Hoofdcamera              | Megapixel                     | 5,0                              |
| Hoofdcamera              | Sensorgrootte (inch)          | 1/4 (6,35 mm)                    |
| Hoofdcamera              | Videoresolutie                | VGA (480×640) in 30 fps          |
| Hoofdcamera              | Carl Zeiss Optics             | Nee                              |
| Hoofdcamera              | Zoom                          | 4×                               |
| Hoofdcamera              | Flits                         | Ja                               |
| Hoofdcamera              | Optische beeldstabilisatie    | Nee                              |
| Hoofdcamera              | Cameraknop                    | Ja                               |
| Hoofdcamera              | Digital Negative image format | Nee                              |
| Sensoren                 | Sensoren                      | Lumia 610                        |
| Windows Hello            | Vingerafdruk Scanner          | Nee                              |
| Windows Hello            | Infrarood Iris Scanner        | Nee                              |
| Microfoons               | Microfoons                    | 2                                |
| Cortana                  | Cortana ondersteuning         | Nee                              |
| Cortana                  | “Hey Cortana” oproep          | Nee                              |
| Accelerometer            | Accelerometer                 | Ja                               |
| Omgevingslichtdetector   | Omgevingslichtdetector        | Ja                               |
| Nabijheidssensor         | Nabijheidssensor              | Ja                               |
| Magnetometer             | Magnetometer                  | Nee                              |
| Gyroscoop                | Gyroscoop                     | Nee                              |
| Barometer                | Barometer                     | Nee                              |
| SensorCore               | SensorCore                    | Nee                              |

### Modelvarianten
| Naam     | 610          | 610C       | 610          |
| Model    | RM-835       | RM-836     | RM-849       |
| -------- | ------------ | ---------- | ------------ |
| Regio    | Globaal      | China      | Europa       |
| 3G       | Band 1/2/5/8 | Band 1/2/8 | Band 1/2/5/8 |
| 4G       | Geen 4G      | Geen 4G    | Geen 4G      |
| NFC      | Nee          | Nee        | Ja           |
| DTV      | Nee          | Nee        | Nee          |
| Dual Sim | Nee          | Nee        | Nee          |